# 2019년 빌보드 핫 100 차트 1위 목록

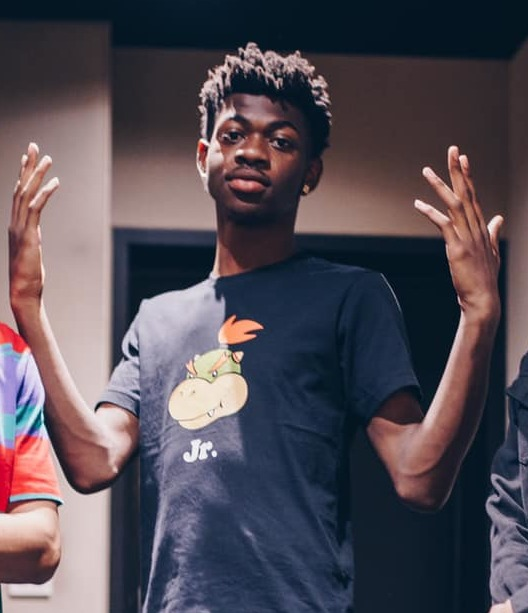
릴 나스 엑스의 모습

다음은 빌보드 핫 100 차트 2019년 1위 목록이다.
| 날짜      | 노래                                          | 음악가                                  |
| --------- | --------------------------------------------- | --------------------------------------- |
| 1월 5일   | Thank U, Next                                 | 아리아나 그란데                         |
| 1월 12일  | Without Me                                    | 할시                                    |
| 1월 19일  | Sunflower (Spider-Man: Into the Spider-Verse) | 포스트 말론, 스웨 리                    |
| 1월 26일  | Without Me                                    | 할시                                    |
| 2월 2일   | 7 Rings                                       | 아리아나 그란데                         |
| 2월 9일   | 7 Rings                                       | 아리아나 그란데                         |
| 2월 16일  | 7 Rings                                       | 아리아나 그란데                         |
| 2월 23일  | 7 Rings                                       | 아리아나 그란데                         |
| 3월 2일   | 7 Rings                                       | 아리아나 그란데                         |
| 3월 9일   | Shallow                                       | 레이디 가가, 브래들리 쿠퍼              |
| 3월 16일  | Sucker                                        | 조나스 브라더스                         |
| 3월 23일  | 7 Rings                                       | 아리아나 그란데                         |
| 3월 30일  | 7 Rings                                       | 아리아나 그란데                         |
| 4월 6일   | 7 Rings                                       | 아리아나 그란데                         |
| 4월 13일  | Old Town Road                                 | 릴 나스 엑스                            |
| 4월 20일  | Old Town Road                                 | 릴 나스 엑스 (Feat. 빌리 레이 사이러스) |
| 4월 27일  | Old Town Road                                 | 릴 나스 엑스 (Feat. 빌리 레이 사이러스) |
| 5월 4일   | Old Town Road                                 | 릴 나스 엑스 (Feat. 빌리 레이 사이러스) |
| 5월 11일  | Old Town Road                                 | 릴 나스 엑스 (Feat. 빌리 레이 사이러스) |
| 5월 18일  | Old Town Road                                 | 릴 나스 엑스 (Feat. 빌리 레이 사이러스) |
| 5월 25일  | Old Town Road                                 | 릴 나스 엑스 (Feat. 빌리 레이 사이러스) |
| 6월 1일   | Old Town Road                                 | 릴 나스 엑스 (Feat. 빌리 레이 사이러스) |
| 6월 8일   | Old Town Road                                 | 릴 나스 엑스 (Feat. 빌리 레이 사이러스) |
| 6월 15일  | Old Town Road                                 | 릴 나스 엑스 (Feat. 빌리 레이 사이러스) |
| 6월 22일  | Old Town Road                                 | 릴 나스 엑스 (Feat. 빌리 레이 사이러스) |
| 6월 29일  | Old Town Road                                 | 릴 나스 엑스 (Feat. 빌리 레이 사이러스) |
| 7월 6일   | Old Town Road                                 | 릴 나스 엑스 (Feat. 빌리 레이 사이러스) |
| 7월 13일  | Old Town Road                                 | 릴 나스 엑스 (Feat. 빌리 레이 사이러스) |
| 7월 20일  | Old Town Road                                 | 릴 나스 엑스 (Feat. 빌리 레이 사이러스) |
| 7월 27일  | Old Town Road                                 | 릴 나스 엑스 (Feat. 빌리 레이 사이러스) |
| 8월 3일   | Old Town Road                                 | 릴 나스 엑스 (Feat. 빌리 레이 사이러스) |
| 8월 10일  | Old Town Road                                 | 릴 나스 엑스 (Feat. 빌리 레이 사이러스) |
| 8월 17일  | Old Town Road                                 | 릴 나스 엑스 (Feat. 빌리 레이 사이러스) |
| 8월 24일  | Bad Guy                                       | 빌리 아일리시                           |
| 8월 31일  | Señorita                                      | 숀 멘데스, 카밀라 카베요                |
| 9월 7일   | Truth Hurts                                   | 리조                                    |
| 9월 14일  | Truth Hurts                                   | 리조                                    |
| 9월 21일  | Truth Hurts                                   | 리조                                    |
| 9월 28일  | Truth Hurts                                   | 리조                                    |
| 10월 5일  | Truth Hurts                                   | 리조                                    |
| 10월 12일 | Truth Hurts                                   | 리조                                    |
| 10월 19일 | Highest In The Room                           | 트래비스 스캇                           |
| 10월 26일 | Truth Hurts                                   | 리조                                    |
| 11월 2일  | Someone You Loved                             | 루이스 카팔디                           |
| 11월 9일  | Lose You to Love Me                           | 셀레나 고메즈                           |
| 11월 16일 | Someone You Loved                             | 루이스 카팔디                           |
| 11월 23일 | Someone You Loved                             | 루이스 카팔디                           |
| 11월 30일 | Circles                                       | 포스트 말론                             |
| 12월 7일  | Circles                                       | 포스트 말론                             |
| 12월 14일 | Heartless                                     | 위켄드                                  |
| 12월 21일 | All I Want for Christmas Is You               | 머라이어 캐리                           |
| 12월 28일 | All I Want for Christmas Is You               | 머라이어 캐리                           |